# Amblonoxia harfordi
Amblonoxia harfordi är en skalbaggsart som beskrevs av Thomas Casey 1889. Amblonoxia harfordi ingår i släktet Amblonoxia och familjen Melolonthidae. Inga underarter finns listade i Catalogue of Life.